# Dorothy Johnstone
Dorothy Johnstone (Edimburgo, 25 de diciembre de 1892-15 de julio de 1980) fue una pintora y acuarelista escocesa.

## Trayectoria
Johnstone nació en Edimburgo el 25 de diciembre de 1892 y creció en Napier Road. Su padre, el paisajista George Whitton Johnstone (1849-1901),  fomentó su talento artístico y, a la edad de 16 años, se matriculó como estudiante en el Edinburgh College of Art. Estudió con Ernest Stephen Lumsden, donde reveló su talento en el retrato informal, un género por el que se hizo muy popular. En 1914 se convirtió en miembro del personal del Edinburgh College of Art. Desde el verano de 1915, se convirtió en una visitante anual habitual de Kirkcudbright en Galloway, donde pintó junto a otros artistas, sobre todo mujeres, incluida Jessie M. King, formando parte de la Escuela Kirkcudbright.  Dorothy Johnstone, junto a sus amigas Cecile Walton   y Mary Newbery,  fue miembro de la Escuela de Edimburgo, que formada en 1919, era un colectivo de artistas asociados con el Edinburgh College of Art. En 1919 vivió en Kirkcudbright, donde tuvo una relación con Vera Holme, quien se convirtió en "chófer de las Pankhurst".
En 1924, en la cumbre de su carrera artística, Johnstone montó una exposición conjunta en Edimburgo con su colega artista Cecile Walton. Se casó con su colega y miembro del grupo David Macbeth Sutherland en 1924.  Como consecuencia del nombramiento de su marido en 1933 como director de la Gray's School of Art en Aberdeen (trasladada después a la Universidad Robert Gordon) y de la prohibición vigente en ese momento de contraer matrimonio para las mujeres trabajadoras, abandonó su carrera y a sus estudiantes. Mantuvo sus vínculos con Edimburgo al continuar exponiendo sus retratos y paisajes en la Real Academia Escocesa, de la que fue elegida Asociada (ARSA) en 1962.
Johnstone pintó paisajes y retratos, especialmente de niños. Su estilo era libre, ya fuera al óleo, acuarela, lápiz o tiza.   Parte de su trabajo está expuesto en la Galería Nacional de Escocia. Cuando murió en 1980, legó su pintura 'Marguerites' (pintada en 1912) a la Real Academia Escocesa.